# Toute la lumière que nous ne pouvons voir (série télévisée)
Ne doit pas être confondu avec Toute la lumière que nous ne pouvons voir.
Toute la lumière que nous ne pouvons voir (All the Light We Cannot See) est une mini-série télévisée américaine en quatre épisodes de 52 minutes écrite par Steven Knight et réalisée par Shawn Levy. La diffusion est prévue le 2 novembre 2023 sur Netflix,.
Il s'agit de l'adaptation du roman du même nom d'Anthony Doerr, lauréat du prix Pulitzer.

## Synopsis
Août 1944. Marie-Laure LeBlanc est une jeune fille française aveugle. Son père, Daniel, serrurier du Muséum national d'histoire naturelle, a fait tout son possible pour rendre sa fille indépendante.
De son côté, le jeune Allemand Werner Pfennig a été enrôlé de force par le régime nazi. Il est envoyé sur le front Est puis en France.
Marie et son père se réfugient à Saint Malo en 1940, chez l'oncle de Daniel. Avant de quitter Paris, ils tentent de soustraire aux nazis les pierres précieuses conservées au Muséum, notamment un énorme diamant ayant la réputation d'apporter malheur ou vie éternelle à son possesseur. Un général nazi chargé de collecter les bijoux précieux traque donc Marie, persuadé qu'elle garde caché le diamant. 
De son côté, celle-ci se retrouve isolée à la suite de la disparition de son père et de son oncle. Conformément à leurs directives, elle transmet des informations codées aux Alliés par radio, en lisant des passages du roman "20 000 lieues sous les mers" de Jules Verne.
Werner, chargé par les nazis d'intercepter les émissions radio et d'en déchiffrer les codes, ne peut se résoudre à dénoncer Marie. En effet, celle-ci emet depuis la même fréquence qu'il écoutait enfant et qui a fait naitre sa passion, à travers les émissions antimilitaristes du "professeur".

## Distribution

### Personnages principaux
- Aria Mia Loberti (en) (VF : Rebecca Benhamour) : Marie-Laure LeBlanc
  - Nell Sutton (VF : Loïse Charpentier) : Marie-Laure LeBlanc, jeune
- Louis Hofmann (VF : Alexis Gilot) : Werner Pfennig
- Lars Eidinger (VF : Pierre Tessier) : Reinhold von Rumpel
- Hugh Laurie (VF : Féodor Atkine) : Étienne LeBlanc
- Mark Ruffalo (VF : Laurent Maurel) :  Daniel LeBlanc
- Marion Bailey (VF : Marie-Martine) : Mme Manec

### Récurrents
- Andrea Deck (VF : Violaine Khal) : Sandrina
- Jakob Diehl (VF : Valéry Schatz) : le capitaine Mueller
- Rosie Hilal (VF : elle-même) : Frau Elena
- James Dryden (VF : Yves Letzelter) : Monsieur Caron
- Corin Silva (VF : Frédéric Philippe) : Frank Volkheimer
- Luna Wedler (VF : Jaynelia Coadou) : Jutta
- Bernd Hölscher (VF : Pascal Casanova) : Bastian
- Rhashan Stone (VF : Baptiste Marc) : le conservateur du musée
- Elizabeth Dulau (VF : Charlotte d'Ardalhon) : Jacqueline
- Sarah Crowden (VF : Christine Tocci) : Madame Blanchard
- Maggie Daniels (VF : Déborah Perret) : Madame Fontineau
- Ed Skrein (VF : Thomas Roditi) : Herr Seidler

## Production

### Genèse et développement
En mars 2019, Netflix et 21 Laps Entertainment (société de production de Shawn Levy) acquièrent les droits pour la création d'une série Netflix sur la base du roman Toute la lumière que nous ne pouvons voir (All the Light We Cannot See) de l'écrivain Anthony Doerr.
En septembre 2021, Netflix annonce la production de la série en quatre épisodes, avec Steven Knight en tant que scénariste et Shawn Levy en tant que réalisateur et coproducteur, cela pour tous les épisodes. Lors de cette annonce, Netflix évoque le lancement d'un casting mondial pour le rôle principal de l'adolescente "Marie-Laure". Les actrices aveugles ou malvoyantes sont encouragées à postuler.

### Attribution des rôles
En décembre 2021, Aria Mia Loberti révèle sur son compte Instagram qu'elle a été retenue pour jouer le rôle de Marie-Laure,.
En janvier 2022, il est annoncé que Mark Ruffalo et Hugh Laurie joueront respectivement les rôles phares des frères Daniel et Etienne Le Blanc. En février 2022, la même source annonce que Louis Hofmann, Lars Eidinger et Nell Sutton rejoignent le casting.

### Tournage
Le tournage a lieu de mars à juillet 2022. Il se déroule à Budapest, principalement pour les scènes d'intérieur et les avenues parisiennes. L'équipe tourne à Saint-Malo pour les vues de la ville et les scènes à proximité des remparts. Des scènes sont également tournées à Villefranche-de-Rouergue (sous-préfecture du département de l'Aveyron) pour la plupart des scènes de rue, les bombardements ainsi que la scène finale de la Libération. Cette ville du sud de la France a été choisie pour son décor typique d'une ville française des années 1940 et sa place centrale similaire à celle de Saint-Malo avant les destructions liées à la Seconde guerre mondiale, selon l'analyse du chef décorateur Simon Elliott. Le tournage à Villefranche-de-Rouergue s'est déroulé du 5 au 20 juillet 2022. Une grande partie de la ville a été adaptée pour l'occasion[réf. nécessaire].
Analyse historique
Contrairement à ce qui est affirmé à plusieurs reprises dans la série, les autorités allemandes n'ont pas imposé aux habitants de Saint-Malo de rester dans la ville pendant les bombardements alliés, mais au contraire, ont exigé l'évacuation de la population civile.